# 錦州轟炸
錦州轟炸（日语：錦州爆撃）是「九一八事變」期間由日本關東軍作戰課長石原莞爾所發起，對中國東北軍和遼寧省政府於錦县（今锦州市）據點進行的一次轟炸行動，共造成少量建築被炸毀，中國平民死傷約50多人。儘管有文獻指出日軍在轟炸錦州前就曾有過以飛機投擲炸彈和機槍掃射等對中國軍民的攻擊行動，但錦州轟炸通常被認為是日軍首次的對華無差別轟炸（也有一說本次為日軍首次對城市的空襲）、也是第一次世界大战後首次有城市遭到空襲，國際輿論也首次集中譴責日軍飛機行動，使日本往後在外交上更為孤立，其保證與辯詞開始不受列強所信任。

## 背景
1931年，日本關東軍發動「九一八事變」，對中國東北展開武裝侵略。隨著日軍攻陷瀋陽，原駐於當地的東北邊防軍司令長官公署和遼寧省政府已無法行使職權。東北軍首領張學良因此於9月23日通電各部，於錦州暫設東北邊防軍司令長官公署和遼寧省政府，張作相被任命為代理邊防軍司令，辦公地點設於交通大學內。同時，錦州也迅速集結東北軍軍隊，包括張樹森的騎兵第3旅、常經武的步兵第20旅、張廷樞的步兵第12旅、孫德荃的步兵第19旅，加上遼寧省警務處的公安騎兵3個總隊，集結兵力可達3至4萬人，此時的錦州已成為東北抗戰和對抗日軍的中心地。
關東軍司令部於9月26日獲悉東北政府遷至錦州的消息，認為應「對其進行轟炸，以示威脅」，參謀本部亦認為：「只有消滅錦州附近的張學良勢力，才能有希望解決滿洲事變」，另一方面，日本政府此時還試著維持不擴大方針，關東軍則希望造成某些「既定事實」，迫使政府追認其行動。起初因為錦州地處英國投資的北寧鐵路沿線，也是山海關的屏障，為國際關注的敏感區域，日軍不敢貿然發起大規模行動，關東軍僅發起一系列騷擾活動，但10月5日，關東軍司令官本莊繁根據關東軍作戰課長石原莞爾與參謀板垣征四郎在9月26日的建議，獨自決定將在10月8日以兩個飛行中隊發起對錦州的轟炸，此舉並非指望能一次將錦州政權趕走，更大程度上是透過這項行動威嚇錦州政府和南京國民政府，同時也試探國際反應，也是之後進攻錦州的前置行動。當天下午，本莊下令駐瀋陽東塔機場的獨立飛行第10中隊著手進行對錦州地區的空中偵查，以確認轟炸目標。
10月6日，獨立飛行第10中隊對錦州進行了兩天的重點偵查，期間獨立第8飛行中隊增派4架、駐朝鮮的陸軍第6聯隊增派2架八八式偵察機至瀋陽協助第10中隊，根據空拍照片和地面偵查人員的資料，日軍將轟炸目標定為錦州東大營、東北長官公署、遼寧省政府、錦州車站、交通大學和錦州城西小嶺子附近的張作相住宅區。10月7日下午，關東軍司令部正式發出轟炸錦州的命令。

## 轟炸
10月8日，獨立飛行第8中隊（中隊長平田辰男）4架八八式偵察機（被改裝為轟炸機）、獨立飛行第10中隊（中隊長花澤友男）的2架八八式偵察機和5架從東北航空隊擄獲的5架包特茲25轟炸機，以及一架由石原搭乘親自督戰的民航機，分成4個編隊，於正午時分自東塔機場起飛，飛行高度1300公尺，航線為沿著瀋陽至營口的線狀目標——大遼河，飛至大洼上空後再右轉向西，沿著渤海海岸，至小凌河河口的崔屯，再右轉經過松山屯。日軍之所以選擇這條航線，原因是有利於保密，以達到突然性。大遼河的兩岸都是偏僻鄉村，即便日軍飛機被發現也無法在短時間內以電話或電報通知錦州方面，且渾河在當時水位未減，越往下游河就越寬，有利於導航和確認位置。
下午1點40分，航行約240公里後，日軍機隊飛臨錦州上空，接著便對交通大學、車站、天泰合棧、張作相私宅、第28師營地等地投擲75枚25公斤炸彈，其中第28師兵營落彈7枚、砲兵營5枚、交通大學10枚，其餘者則散落於交通大學附近，如錦州火車站也被炸，而東北軍也對空射擊還擊。轟炸結束後，平田率6架偵察機直接飛回瀋陽，而花澤率5架因為載油量少、航程短的戰鬥機至營口機場加油，於下午6點飛回東塔機場。
本次行動中方記錄共造成在1名俄籍教授、1名中國士兵、14名中國平民死亡，有20多人受傷，另外其他來源有「飛機12架，投彈46顆，炸死工商民眾36人」、「投彈80枚，炸死平民23人、重傷20人、輕傷8人」、「市民死亡23人、重傷26人、輕傷3人」等數據。

## 結果
儘管錦州轟炸造成的破壞不大，但國際反應遠比日本政府的預期來得強烈，關東軍向東京方面報告時曾陳述過轟炸理由是「因為日機曾飛臨錦州上空時被中國軍隊射擊，因此予以『嚴懲』」，石原還交待希望「對外宣傳時，盡可能說明轟炸的合理性」。同時關東軍也透過駐瀋陽總領事林久治郎致電給「國際聯盟」和日本駐美大使，重申轟炸的合理性，但10月10日至12日，英、美、法、義、西等國的駐日大使仍對錦州轟炸事件提出抗議，日本政府認為，這原因可能是歐美列強對於第一次世界大戰時城市曾造到轟炸的歷史記憶。國民政府也由外交部長施肇基於10月8日將此事提交到「國聯」，會上施肇基重申對日本撤兵的要求，也強烈譴責後者轟炸錦州，而日方代表芳澤謙吉則依舊將責任推給中方，稱因受到中國軍隊的挑戰才行使自衛手段。
在列強中，美國是對錦州轟炸反應最強烈的國家之一。10月10日，美國國務卿亨利·刘易斯·史汀生在內閣會議上首次通報日軍轟炸錦州，指出事態嚴重，同日又致電美國駐日使館，要求提供詳細資訊。日本外相幣原喜重郎引用關東軍的說詞回應之，同時強調此事「毫不重要」，而史汀生於11日透過駐日代辦遞交一份措辭強烈的聲明：「國務卿不能理解，轟炸錦州這件事怎麼能大事化小，怎麼能說無關緊要……日本軍用飛機到底有什麼權利飛到該城，進行挑釁，投擲炸彈……即使在戰爭期間，對一個不設防的、未受警告的城市的空襲也是軍事行動中的極端行為……國務卿不得不認為，轟炸錦州是一件十分嚴重的事。」史汀生同時也警告日本，由於事態正極其迅速地發展，美國必須保留一切行動的權利，之後更破例派遣普倫迪斯·吉爾伯特（Prentiss Gilbert）參加關於中日衝突的「國聯」會議（美國並非其會員國），日本則因轟炸錦州空前孤立，在「國聯」規範日軍撤軍的決議中，除日本反對外，其餘13國皆投票支持。
儘管「國聯」與列強干涉，日本依舊繼續推進，1931年12月28日，日軍集結4萬兵力，再度進攻錦州，1932年1月3日予以佔領。美國對此再度做出強烈反應，於1932年1月7日由史汀生發出照會，聲明對日本改變中國東北現況「不承認」的立場。1932年1月21日，「國聯」決定派遣調查團前往中國調查，於同年10月調查團提出報告，再次譴責日本「以武力轟炸民政機關，已屬不合，而轟炸區域之範圍，事實上是否一如日人所稱，尤不無疑問。」另一方面，由於錦州轟炸引起國際關注，使得規範對非軍事化地區空襲的立法議題再度被提上檯面，但各國因為既擔憂非軍事人員的傷亡，又不願以過多的限制來阻礙本國軍事航空的發展，此一矛盾使立法工作沒有取得多少進展，1930年代後法西斯主義崛起，更使作戰的合法性不受重視，遂不了了之。

## 註解
1. 1 2  「錦州轟炸」一般指10月8日由石原親自督戰的轟炸行動，而根據「錦州市東北抗日義勇軍研究會」專職研究員張桂芝所言，日軍一共在9月24日和10月8日發動兩次對錦州的轟炸[1]。而其他文獻檔案有記錄在9月21日、25日，日本陸軍獨立飛行第十中隊就曾對北寧線一帶投彈或以機槍射擊列車，造成多人傷亡[2]。

## 註腳
1. 1 2  張桂芝（2017年），第185页
2. ↑  袁成毅（2014年），第90页
3. ↑  張桂芝（2017年），第184页
4. ↑  前田哲男（2015年），第26页
5. 1 2  前田哲男（1989年），第23页
6. ↑  袁成毅（2013年），第100页
7. 1 2 3 4 5 6  袁成毅（2014年），第91页
8. ↑  趙冬暉（1991年），第166页
9. ↑  趙冬暉（1991年），第165-166页
10. 1 2 3  王輔（1990年），第98页
11. ↑  趙冬暉（1991年），第167页
12. 1 2 3  王輔（1990年），第98-99页
13. ↑  前田哲男（1989年），第24页
14. 1 2 3  王輔（1990年），第99页
15. ↑  袁成毅（2013年），第101页
16. ↑  趙冬暉（1991年），第168页
17. 1 2  袁成毅（2014年），第92页
18. ↑  袁成毅（2013年），第103页
19. 1 2  袁成毅（2014年），第93页
20. 1 2  陶文釗（2010年），第15页
21. 1 2 3 4 5  袁成毅（2014年），第94页
22. ↑  陶文釗（2010年），第17页
23. ↑  袁成毅（2013年），第106页